# Шерабадское бекство
Шерабадское бе́кство или Шерабадский вилайет (узб. Sherobod bekligi / Sherobod viloyati; тадж. Бекигарии Шеробод)
— административная единица в составе Бухарского эмирата, на территории современного Узбекистана. Административным центром являлся Шерабад.